# Дејв Грол
Дејвид Ерик Грол (енгл. David Eric Grohl; Ворен, 14. јануар 1969) је амерички рок музичар, певач и текстописац. Каријеру је започео 80-их година свирајући бубњеве у вашингтонским рок-групама, од којих је најпознатија Скрим (Scream). Године 1990. постао је бубњар групе Нирвана. Након смрти Курта Кобејна у априлу 1994. Грол је основао групу Фу фајтерс у којој се истакао као фронтмен и текстописац. Ангажован је и у другим групама (као што су Квинс оф д стоун ејџ), а оформио је и хеви метал групу Пробот (енгл. Probot). Свирао је са разним музичарима и у многим групама, од којих су најпознатије Килинг џоук (енгл. Killing Joke), Тенашос ди (енгл. Tenacious D), Најн инч нејлс (енгл. Nine Inch Nails) и у скорије време Продиџи (енгл. The Prodigy).